# Hellmayrs pieper
De Hellmayrs pieper (Anthus hellmayri) is een soort zangvogel uit de familie piepers en kwikstaarten van het geslacht Anthus. De soort is vernoemd naar de Oostenrijkse ornitholoog Carl Edward Hellmayr.

## Verspreiding en leefgebied
Deze soort telt drie ondersoorten:
- A. h. hellmayri: zuidoostelijk Peru, Bolivia en noordwestelijk Argentinië.
- A. h. dabbenei: zuidelijk Chili en westelijk Argentinië.
- A. h. brasilianus: zuidoostelijk Brazilië, zuidoostelijk Paraguay, Uruguay en noordoostelijk en oostelijk Argentinië.